# Freital
Freital é um município da Alemanha, situado no distrito de Sächsische Schweiz-Osterzgebirge, no estado da Saxônia. Tem 40,53 km² de área, e sua população em 2019 foi estimada em 39.703 habitantes.